# Říční delta

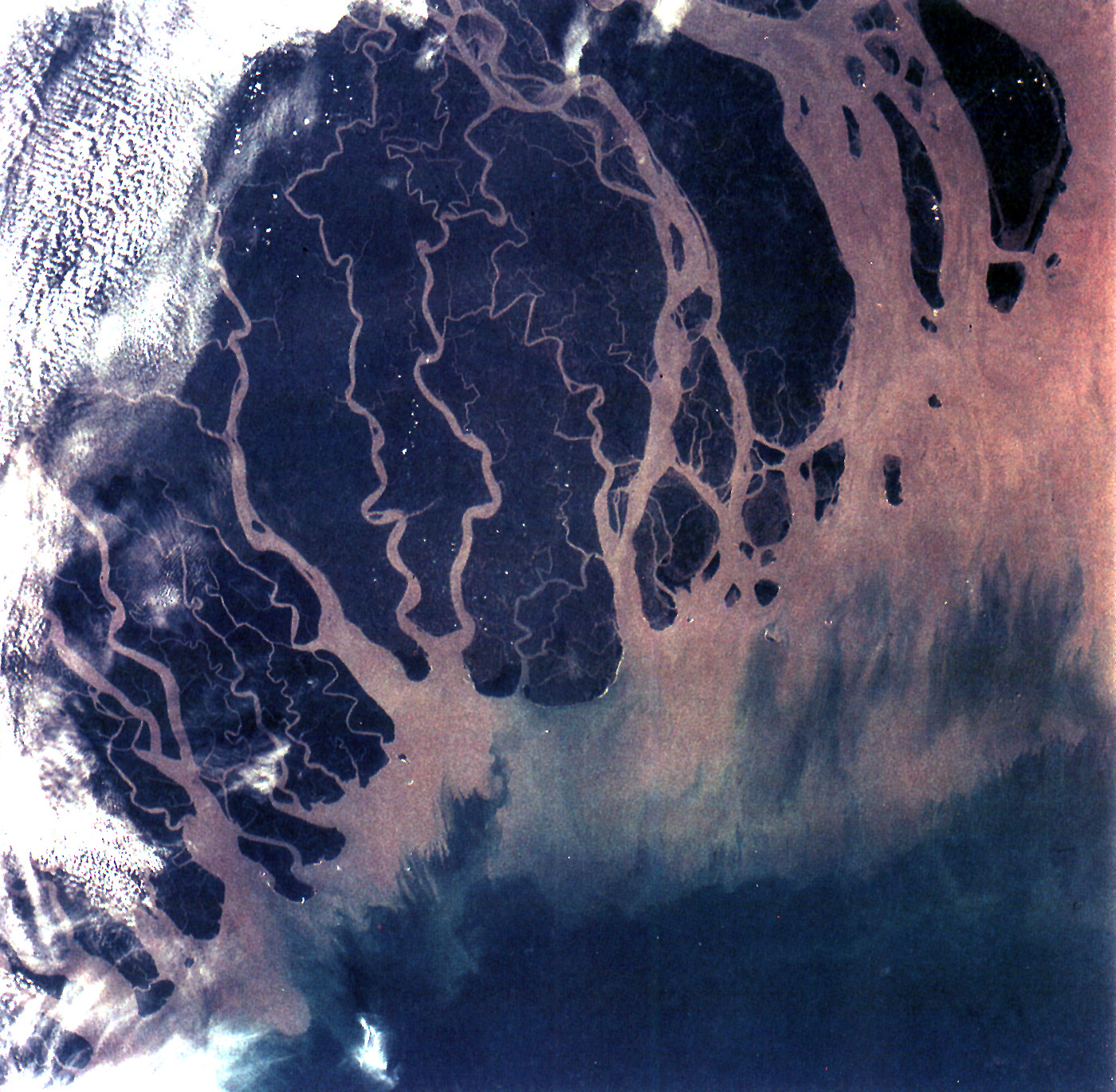
Delta Gangy v Indii a Bangladéši je jedna z nejúrodnějších oblastí na světě

Říční delta neboli delta řeky je typ ústí toku do jezera, moře, oceánu nebo jiné vodní plochy. Typickým znakem říční delty je značná sedimentace naplavenin a větvení hlavního toku řeky do mnoha ramen a kanálů.

## Rozdělení na tři části
- deltová platforma
- čelo delty
- prodelta

## Vznik říční delty
Na konci svého toku se říční vody mísí s vodami vodní plochy, do které se řeka vlévá. Rychlost toku se snižuje a pevné části nesené řekou se usazují na dně. Jako první se usadí štěrk a písek, protože jsou nejtěžší. Další pevné části se usazují postupně, jak klesá rychlost proudění vody; jako poslední se usazuje jíl, který je nejjemnější pevnou částí přitékající vody. Naplaveniny jílu se často nacházejí ve značné vzdálenosti od ústí řek. Postupné ukládání nánosů tvoří sedimenty, které postupem času mohou vystoupit nad vodní hladinu. Vodní tok novou překážku obtéká a tvoří nová ramena a kanály. Na naplaveninách vyrůstá vegetace a upevňuje tak jejich břehy a celý ekosystém říční delty.
Někdy se tok řeky rozdělí na více ramen ve vnitrozemí, aby se tato ramena následně spojila; v některých případech na jejich soutoku vzniká vnitrozemská delta. Vnitrozemské delty často vznikají na místech bývalých jezer. Nejznámější je vnitrozemská delta Dunaje v Podunajské nížině a vnitrozemská delta Nigeru v Mali.
V České republice se vyskytují minimálně tři říční delty:
- Litovelské Pomoraví – na řece Moravě nad Olomoucí[zdroj?]
- Dyje-Kyjovka-Morava, jejíž přirozená podoba byla narušena regulací toků
- Svratka-Jihlava; tato delta začala vznikat ve střední Věstonické nádrži vodního díla Nové Mlýny. (Podobně se deltové jevy formují i na přítocích v jiných vodních nádržích nebo rybnících.)

## Typy delt
- delta s dominancí říční sedimentace – dochází k rozšiřování delty směrem do pánve, kde se postupně ukládá nesený materiál. Je pro ni typická deltová plošina s aktivními a pasivními rameny (příkladem je Mississippi)
- delta s dominancí vlnění – vlivem vlnění je materiál rozptylován do stran, kde se ukládá. Občas je možno objevit bariérové ostrovy (příkladem je delta Nilu)
- delta s dominancí přílivo-odlivového proudění – jedná se o rozsáhlé prodeltové plošiny, které jsou vyplněny tidálními kanály

## Význam a využití delt
Říční delty jsou často velmi rozmanitým ekosystémem. Hostí proto obvykle velká hejna vodních ptáků a také rybářům skýtají bohatý zdroj obživy. Mnoho delt je vyhlášeno za národní parky.

## Významné říční delty

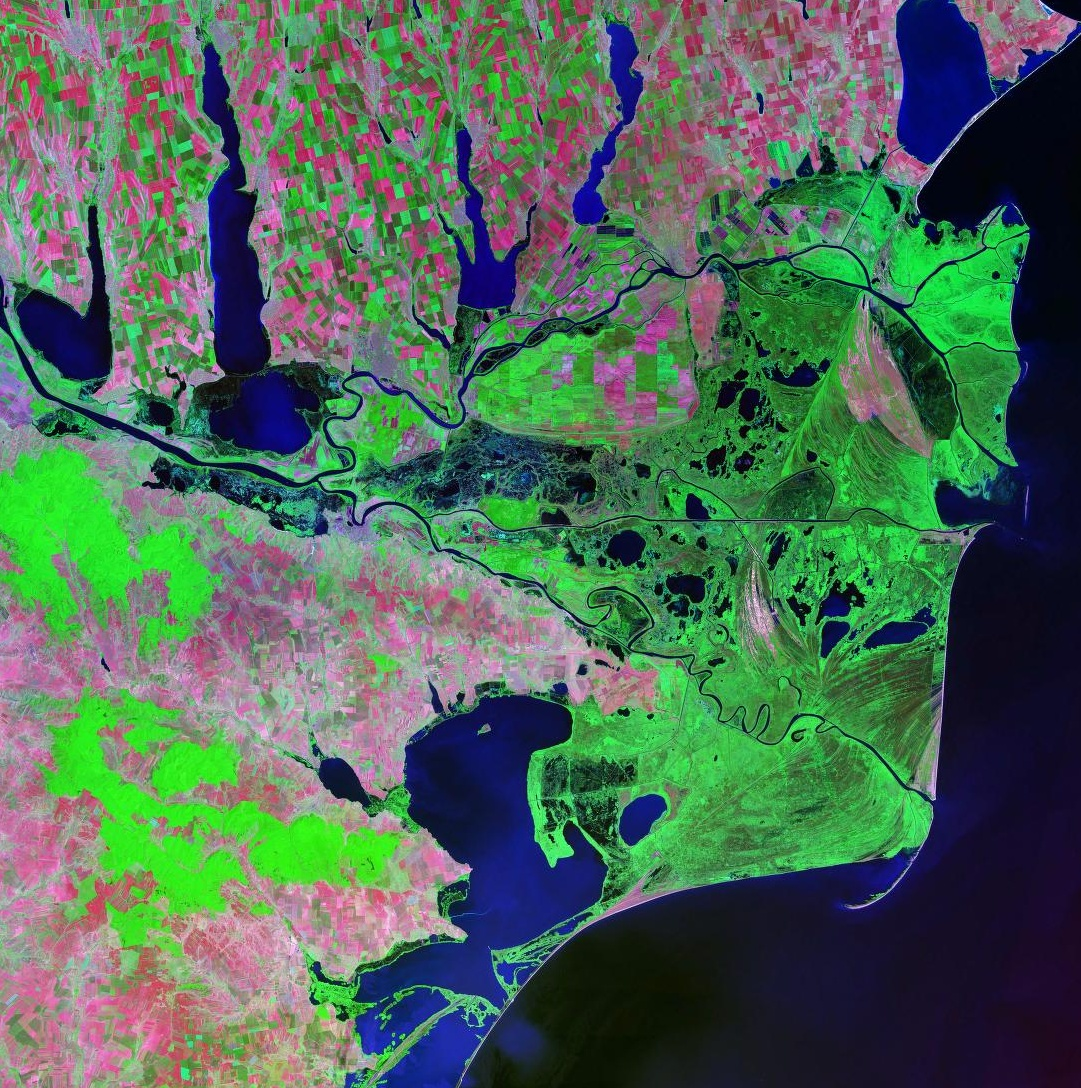
Delta Dunaje – satelitní fotografie z roku 2000. Na snímku jsou vidět tři hlavní ramena Dunaje, jezera a mořské kosy

Nejznámější říční delta je delta Nilu. Z jejího tvaru pochází pojmenování delta: delta Nilu má trojúhelníkový tvar, který připomíná velké řecké písmeno delta – „Δ“.
Mezi další významné říční delty patří zejména:
- Evropa
  - delta Ebra
  - delta Dunaje
  - delta Rýnu
  - delta Rhôny
  - delta Visly
  - delta Volhy
  - delta Němenu (viz Rusnė)
- Asie
  - delta Gangy a Brahmaputry
  - delta Leny
  - delta Indu
  - delta Iravádí
  - delta Mekongu
  - delta Tigridu a Eufratu (tj. Šatt al-Arabu)
  - delta Selengy v jezeře Bajkal, největší delta ve sladkovodním jezeře
- Afrika
  - delta Nigeru
  - delta Nilu
  - delta Okavanga
- Severní Amerika
  - delta Mississippi
  - delta Mackenzie
- Jižní Amerika
  - delta Amazonky
  - delta Orinoka